# Dream Chamber
Dream Chamber è un'avventura grafica punta e clicca, in terza persona, per iPhone, iPad, PC, Mac e Android, sviluppata da DarkWave Games e pubblicata da Microïds. Il primo episodio, sviluppato con Unity 3D, è stato messo in commercio il 24 ottobre 2013 in tutto il mondo tramite i canali digitali.
Il gioco è ambientato nell'America degli anni '30, tra Proibizionismo e Grande Depressione. Il giocatore è chiamato a vestire i panni di Charlie Chamber, un ricco ed annoiato ereditiere che divide il suo tempo tra gli obblighi della vita mondana e l'hobby di investigatore privato. Sebbene non sia un investigatore professionale, Charlie ha un vantaggio: può rivisitare nei suoi sogni i luoghi in cui è stato, scoprendo nuovi indizi che aveva colto durante il giorno solo in maniera subliminale. Inoltre, sempre durante i suoi sogni, Charlie è in grado di confrontarsi direttamente con il suo subconscio, impersonificato da Charles. L'obiettivo di gioco è risolvere i casi sui Charlie indaga.
Dream Chamber vuole essere un prodotto di intrattenimento con valore artistico: lo sviluppatore ha dichiarato che tutte le grafiche sono state disegnate a mano e la colonna sonora, composta da pezzi swing e jazz, è completamente originale e registrata in studio.
La storia, l'ambientazione e lo stile riprendono il genere noir, reinterpretandolo ed ironizzandolo, soprattutto tramite le caratteristiche del personaggio principale.

## Trama
Mentre partecipa all'ennesima serata inaugurale di un museo (che peraltro ha finanziato con una consistente donazione), Charlie è testimone di un furto. La vittima altri non è che la sua fidanzata Teleta, che vuole ingaggiarlo per recuperare la refurtiva. Nonostante il parere contrario di suo zio, l'ispettore di polizia incaricato di occuparsi del caso, Charlie accetta il caso e, senza saperlo, si lancia (esclusivamente per noia) nella più grande avventura della sua vita. Infatti, quello che sembrava solo un banale furto si complicherà, andando a coinvolgere la vita stessa di Charlie e della sua famiglia, partendo dalla morte dei suoi genitori quando era ancora bambino.

## Modalità di gioco

### Obiettivo
Dream Chamber è un'avventura grafica in terza persona, punta e clicca, in 2D. Segue la formula delle tradizionali avventure grafiche punta e clicca: il giocatore si muove nei vari ambienti tappando sullo schermo o cliccando con il mouse; sempre tramite tap o click è possibile interagire con l'ambiente di gioco. Gli oggetti raccolti, possono essere utilizzati aprendo l'inventario a scomparsa e trascinandoli nella scena di gioco. 
L'obiettivo principale del gioco è, risolvere un caso di furto, raccogliendo le prove e gli indizi ed annotandoli su un taccuino (che registra automaticamente tutti i progressi importanti di gioco; il giocatore potrà consultarli a suo piacimento). 
Inserendosi nella più tipica tradizione dei giochi d'avventura, per raggiungere l'obiettivo di gioco, occorrerà parlare con i personaggi in gioco, raccogliere, combinare ed usare oggetti, risolvere puzzle, completare minigiochi. Sono due gli elementi ricorrenti di gameplay che contraddistinguono maggiormente Dream Chamber: la meccanica del sogno e la "battaglia-interrogatorio".

### Il Sogno
La meccanica del sogno è talmente fondamentale che viene richiamata nel nome stesso al gioco. "Dream Chamber", infatti, significa sia "stanza del sogno" sia "Sogna Chamber" (Chamber è il cognome del protagonista). 
Facendo dormire Charlie, il giocatore può rivisitare nel sogno i luoghi in cui è stato, scoprendo nuovi indizi che Charlie aveva colto durante il giorno solo in maniera subliminale. Inoltre, sempre durante il sogno, sarà possibile andare a far visita a Charles, il subconscio di Charlie, dal quale sarà possibile apprendere nuove informazioni.

### La "battaglia-interrogatorio"
Per ottenere informazioni dai personaggi in gioco, Charlie, per superare la sua facilità ad annoiarsi e i suoi problemi nel concentrarsi, si è inventato uno stratagemma: immagina che l'interrogatorio sia un assalto ad un castello; se Charlie riesce ad espugnare il castello otterrà le informazioni di cui necessita. 
Quando il giocatore deve ottenere informazioni da un personaggio in gioco, dunque, entra nell'interfaccia "battaglia-interrogatorio": ha a disposizione N palle di cannone (una per battuta di Charlie) per far crollare il "castello" dell'avversario, colpendo i suoi punti nevralgici.
Sebbene non compresa da parte della critica, la meccanica rientra all'interno della simbologia utilizzata dal gioco: nella "battaglia-interrogatorio" non conta "cosa" dici, ma "come" lo dici; il "come" è simboleggiato sia dal tono di Charlie, sia dalla forza del colpo inferto alla "fortezza nemica"; la "fortezza" rappresenta la forza di volontà dell'avversario; la scelta del punto d'impatto rappresenta invece la capacità di fare leva sui giusti punti, per convincere gli altri a fare ciò che si vuole.

## L'ironizzazione del genere Noir
Dream Chamber richiama chiaramente tutti i tòpoi del genere noir, esasperandoli o ribaltandoli, raggiungendo un risultato che vuole essere ironico ed originale, quasi una parodia. Abbiamo così le femme fatales, i cappelli in stile Humphrey Bogart e persino un personaggio che si chiama Chandler, ma i dialoghi diventano naïf ed il personaggio principale, Charlie, assume tutte le caratteristiche opposte ad un "eroe" noir, diviene un antieroe.

### Il protagonista: l'Antieroe
Nei noir, l'investigatore è un tipo tutto d'un pezzo, spesso ruvido, burbero ma "affascinate"; in Dream Chamber, secondo l'autore, il protagonista è sotto molti aspetti l'opposto: è ricco (caratteristica quasi del tutto assente nei noir), non lo interessa quasi nulla, non segue ideali, non ha "onore"; è semplicemente ingenuamente buono, ricco e annoiato. A differenza del tipico detective dei noir, Charlie della vita non sa assolutamente niente, è alienato dalla realtà e non ha esperienze alle spalle, non è rispettato, non è in alcun modo carismatico; tutto ciò viene spesso sottolineato, sin dalla sua presentazione, in cui dichiara che non lavora perché deve, ma perché si annoia.
Charlie dunque, anche quando è sveglio, vive in un mondo proprio, sognante ed ingenuo; Charles, la rappresentazione del suo subconscio nel sogno, invece, rappresenta il suo "ritorno" alla realtà.

## Stile e qualità grafica
La grande qualità grafica di Dream Chamber è dovuta alla scelta produttiva di DarkWave Games, che ha voluto che tutte le grafiche fossero disegnate a mano dagli illustratori e solo successivamente digitalizzate. Lo stile grafico scelto, molto colorato, allegro ma al tempo stesso distorto e deformato, dona l'atmosfera noir-onirica al gioco che, sempre secondo gli autori, vuole rappresentare il modo di vedere la realtà di Charlie (naif e alienato).

## Audio: colonna sonora e doppiaggio
Dream Chamber è interamente doppiato in inglese e sottotitolato in inglese, italiano, francese, spagnolo e tedesco. Il parlato è stato eseguito da Synthesis International.
La colonna sonora swing e jazz del gioco è originale e inedita. È stata curata e composta da DarkWave Games stessa e da Fabio Marconi, dei NeMa PrObLeMa Orkestar. Tutte le musiche sono state suonate e registrate in studio da Fabio Marconi, alcuni dei componenti della NeMa PrObLeMa Orkestar e altri musicisti.